# Aventura lui Charles Augustus Milverton
Aventura lui Charles Augustus Milverton (în engleză The Adventure of Charles Augustus Milverton) este una dintre cele 56 povestiri scurte cu Sherlock Holmes ale lui Sir Arthur Conan Doyle și a șaptea povestire din volumul Întoarcerea lui Sherlock Holmes.
Povestirea a fost publicată în hebdomadarul american Collier's Weekly din 26 martie 1904 și în revista Strand Magazine din aprilie 1904, cu ilustrații de Sidney Paget, apoi în volumul "Întoarcerea lui Sherlock Holmes" (în engleză The Return of Sherlock Holmes) editat la 7 martie 1905 de George Newnes Ltd din Anglia. 

## Rezumat

### Problemă inițială

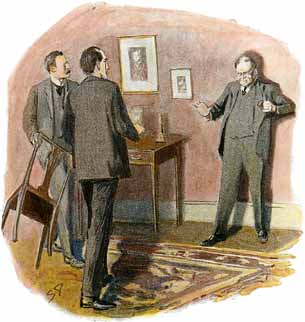
Holmes şi Watson, ameninţându-l pe Milverton care-şi arată arma aflată în buzunarul vestei.

Sherlock Holmes a fost angajat de Lady Eva Brackwell, cea mai frumoasă debutantă a sezonului trecut, care este victima unui șantaj exercitat de Charles Augustus Milverton. Ea urmează să se căsătorească peste două săptămâni cu contele de Dovercourt. Milverton se află în posesia câtorva scrisori "imprudente" adresate de Lady Eva unui tânăr de la țară, fără situație materială. 
Milverton este considerat de Holmes "regele tuturor șantajiștilor" (în engleză the king of all the blackmailers) și un om care-i inspiră mai multă repulsie decât oricare din cei 50 de criminali cu care s-a confruntat în întreaga sa carieră. El este un om nemilos care câștigă anual mii de lire sterline în schimbul scrisorilor compromițătoare în a căror posesie intrase prin cumpărarea servitorilor sau a altor ticăloși care au câștigat încrederea și afecțiunea unor femei naive. 
Având în posesie câteva scrisori compormițătoare, șantajistul o amenință pe Lady Eva Brackwell că le va trimite contelui de Dovercourt, iar nunta va fi anulată. Suma cerută de Milverton pentru scrisori este de 7.000 £ (aproximativ 700.000 $ la valoarea din 2010). 

### Rezolvare
Într-o seară geroasă de iarnă, Sherlock Holmes îl primește pe Milverton la locuința sa din 221B Baker Street pentru a negocia condițiile schimbului. Holmes îi oferă 2.000 £, cea mai mare sumă pe care Lady Eva ar putea-o plăti, dar Milverton insistă să primească 7.000 £. Șantajistul spune că i-ar conveni și situația în care Lady Eva nu i-ar plăti suma cerută, pentru că atunci ar putea face din cazul ei un exemplu ce le-ar determina pe celelalte persoane șantajate să devină mai cooperante. În timp ce Holmes încearcă să-l amenințe pe Milverton pentru a-l obliga să-i dea scrisorile compromițătoare, omul își arată revolverul și pleacă de pe Baker Street.
Holmes decide atunci să fure scrisorile compromițătoare deținute de Milverton. Timp de câteva zile el se deghizează într-un muncitor, prezentându-se ca Escote, un instalator cu o afacere înfloritoare. Pentru a cunoaște mai bine casa lui Milverton din Hampstead, el se logodește cu menajera șantajistului, Agatha, de la care obține informații valoroase cu privire la planul casei și la obiceiurile proprietarului. Aceste lucruri îl șochează pe Watson, dar Holmes îl asigură că el are un rival neplăcut care i-ar lua cu siguranță locul dacă instalatorul ar dispărea.
Într-o seară rece și furtunoasă, înainte de termenul-limită pentru plătirea sumei cerute lui Lady Brakwell, Holmes se întâlnește cu menajera, iar aceasta leagă câinele lui Milverton care umbla liber prin grădină. Reîntors acasă, el îi dezvăluie lui Watson faptul că intenționează în acea noapte să intre în casa șantajistului. El a aflat că Milverton își păstrează hârtiile de șantaj într-un seif din biroul său. Watson acceptă să i se alăture și confecționeză două măști de mătase.
Știind că Milverton se culcă la ora 22,30 și că are somnul greu, detectivul plănuiește să intre în casă după ora 23, când presupune că acesta trebuia să doarmă. Ei intră în casă, ajung în birou, iar Holmes deschide seiful și începe să studieze hârtiile. În acel moment, el aude venind pe cineva, iar cei doi se retrag în spatele unei draperii. În cameră intră Milverton, care lăsase descjhisă ușa care dădea pe verandă. Pe acolo se strecoară o femeie care-și dăduse întâlnire anterior cu șantajistul. Ea îi spusese lui Milverton că avea cinci scrisori care o compromiteau pe contesa d'Albert, stăpâna ei.

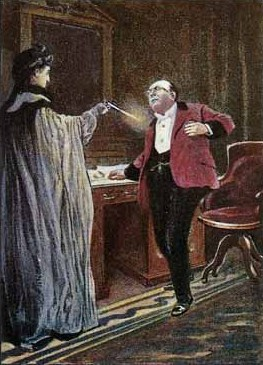
Uciderea lui Milverton

Femeia este una dintre fostele victime ale lui Milverton, al cărei soț a murit cu inima zdrobită atunci când ea nu i-a plătit șantajistului, iar acesta i-a trimis scrisorile soțului ei. Ea este recunoscută de șantajist. Femeia scoate atunci un mic revolver lucios și golește încărcătura în trupul lui Milverton de la o distanță de un metru, ucigându-l, iar apoi ca un semn de răzbunare finală își apasă călcâiul pe fața cu ochelari a șantajistului. Watson ar fi vrut să intervină și s-o oprească pe femeie, dar Holmes l-a oprit. Detectivul a înțeles, iar Watson și-a dat seama imediat că "nu era treaba noastră; dreptatea răpusese un nemernic ...". La scurtă vreme, femeia dispare din cameră.
Imediat după plecarea femeii, Holmes închide ușa cu heia, scoate toate hârtiile din seif și le atuncă în foc. În acest timp, zgomotele i-au alertat pe servitori care au venit la ușă, încercând să intre în cameră. Toată casa s-a umplut de lumini, iar cei doi intruși ies în fugă din cameră pe verandă și se îndreaptă spre zidul înalt de doi metru și presărat cu bucăți de sticlă. Holmes sare rapid peste gard, dar Watson este prins de gleznă de un urmăritor și se luptă cu el, reușind să sară și el peste zid. După ce aleargă pe câmp cam trei kilometri, cei doi se opresc, dându-și seama că au scăpat de urmăritori.
În dimineața următoare, inspectorul Lestrade vine la locuința detectivului din strada Baker pentru a-l informa pe Holmes de cazul de crimă care a avut loc în noaptea trecută în Hampstead. Lestrade îi spune că Milverton a fost ucis de doi oameni, dintre care unul a fost descris de ajutorul de grădinar. El a realizat o descriere aproximativă a unuia dintre cei doi criminali ("de vârstă medie, bine făcut, macilar pătrat, gât gros, mustață ..."), la care Holmes remarcă ironic că descrierea era destul de vagă, iar criminalul ar semăna foarte bine, după descriere, cu prietenul său Watson, ceea ce-l amuză pe inspector. Detectivul refuză să se implice în această afacere, spunând că, în opinia sa, Milverton era unul dintre cei mai periculoși oameni din Londra, iar el simpatizează în acest caz mai mult cu criminalii decât cu victima. 
Holmes pare absent și distras până la prânz. Mai târziu, în cursul aceleiași zile, Holmes reușește să afle identitatea femeii care-l ucisese pe șantajist. El se ridică în picioare, îl ia cu el pe Watson și îi arată fotografia ei în vitrina unui magazin, care era plină cu fotografii ale celebrităților. Watson afirmă că aceasta fusese soția unui nobil om de stat, cu titluri onorabile, dar Holmes îi face semn cu degetul să păstreze tăcerea.

## Personaje
- Sherlock Holmes
- doctorul Watson
- Charles Augustus Milverton – „regele tuturor șantajiștilor”
- Lady Eva Brackwell – tânără din înalta societate care urmează să se căsătorească cu contele de Dovercourt
- Lestrade – inspector la Scotland Yard

## Perioada acțiunii
În conformitate cu periodizarea realizată de William S. Baring-Gould a canonului lui Sherlock Holmes, evenimentele din această povestire au loc în 1899. Acestea au loc la nouă ani după moartea stranie a lui Charles Augustus Howell, modelul din viața reală al personajului Milverton (vezi mai jos).

## Adevăratul maestru șantajist: Charles Augustus Howell
Personajul Charles Augustus Milverton este inspirat după șantajistul real, Charles Augustus Howell. El a fost un negustor de obiecte de artă care a extorcat un număr necunoscut de persoane, inclusiv pe poetul Dante Gabriel Rossetti.
Inspirația literară a lui Doyle a provenit de multe ori din interesul său natural pentru infracțiuni și nu avea nici o toleranță pentru șantajiști. Howell a murit în 1890 în circumstanțe la fel de ciudate ca în oricare dintre romanele lui Doyle: corpul lui a fost găsit în apropierea unui pub din Chelsea cu gâtul tăiat și cu o monedă 10 șilingi în gură. Prezența monezii era cunoscută a fi o critică la adresa celor vinovați de calomnie.

## Simțul umorului al lui Doyle
Povestirea conține un bun exemplu de simț al umorului al lui Doyle. De exemplu, Holmes îl păcălește pe Lestrade cu sugestia aparent absurdă că descrierea făcute de el unuia din cei doi intruși s-ar putea potrivi lui Watson - când de fapt chiar este o descriere a lui Watson.
Un alt schimb de replici plin de umor este atunci când Holmes își anunță intenția de a jefui casa lui Milverton, iar Watson insistă să-l însoțească în ciuda protestelor lui Holmes. Detectivul remarcă atunci că ei au împărțit aceeași cameră și ar putea ajunge să împartă amândoi o celulă de închisoare. El își arată mândru „trusa de spărgător modernă și de prima clasă”. Watson are pantofi de tenis cu tălpi de cauciuc și confecționează două măști din mătase neagră. Holmes observă apoi: „Văd că ai o înclinație firească pentru asemenea lucruri.”

## Inspirări literare
- În colecția de povestiri a lui Donald Thomas, "The Secret Cases of Sherlock Holmes", Watson "admite" că Milverton era, de fapt, un pseudonim folosit pentru personajul real Charles Augustus Howell.
- Povestirea este folosită și ca sursă de inspirație pentru povestirea "The Execution of Sherlock Holmes" a lui Thomas, în care fratele lui Milverton (și alte câteva rude ale adversarilor din trecut ai lui Holmes) îl răpesc pe detectiv și formează un tribunal ad-hoc, "judecându-l" pe Holmes pentru uciderea lui Milverton.

## Adaptări teatrale și cinematografice

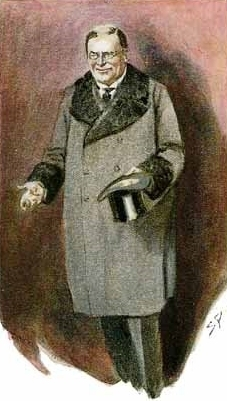
Charles Augustus Milverton, portret realizat de Sidney Paget.

Această povestire a servit ca sursă de inspirație pentru al 29-lea film cu Sherlock Holmes (filmat în 1922) din seria de filme mute cu Eille Norwood.
Povestirea "Aventura lui Charles Augustus Milverton" a fost adaptată cu fidelitate în 1965 pentru un episod (episodul 10) al serialului TV Sherlock Holmes (realizat de BBC) cu actorii Douglas Wilmer (Sherlock Holmes), Nigel Stock (dr. Watson) și Barry Jones (Milverton).  Singura diferență este identitatea ucigașului lui Milverton.
Serialul sovietic de televiziune prezintă cazul într-un episod de 63 de minute intitulat "Regele șantajului" (1980). Acesta a fost primul dintre cele trei episoade referitoare la profesorul Moriarty. Aparent, Milverton a fost un membru al bandei, deoarece anumite hârtii au fost recuperate din biroul său ceea a ajutat la implicarea profesorului. De asemenea, doamna care l-a ucis, precum și soțul ei, sunt date nume din serie, iar Holmes o abordează pe doamnă pentru a obține documentele pe care le-a luat cu ea. Altfel, episodul este destul de fidel textului original. 
Povestirea a fost mult extrapolată și adaptată de scenaristul Jeremy Paul într-un lungmetraj de 102 minute, difuzat în Anglia la 6 ianuarie 1992 și care a făcut parte din serialul de televiziune "Sherlock Holmes" realizat de Granada Television cu Jeremy Brett în rolul principal.  Episodul are titlul The Master Blackmailer, iar rolul lui Milverton este interpretat de Robert Hardy. Relația lui Holmes cu servitoarea este extinsă, permițându-i lui Brett să sugereze sensibilitatea ascunsă a lui Holmes și incapacitatea / refuzul de a accepta relațiile sentimentale. Sfârșitul violent al răufăcătorului, inclusiv apăsarea răzbunătorului cu călcâiul pe fața cu ochelari a lui Milverton, este adaptat cu fidelitate, dar Holmes și Watson nu văd la sfârșit portretul asasinului lui Milverton, pentru ca asasina să fie identificată. Deviind de la povestirea originală, Holmes are o părere foarte diferită cu privire la sfârșitul cazului. El îi cere lui Watson să nu scrie nimic despre acest caz, considerând că ar avea urmări neplăcute, în timp ce în povestirea originala el este puțin mai vesel, așa cum se arată în constatarea glumeață făcută către Lestrade.
Filmul The Woman in Green (1945) cu Basil Rathbone și Nigel Bruce este o adaptare vagă a acestei povestiri. În această versiune, Milverton este înlocuit însă cu Moriarty. 

## Traduceri în limba română
- Aventura lui Charles Augustus Milverton - în volumul "Enigma diademei de berile" (Casa Editorială Odeon, București, 1991), traducere de Andrei Bantaș
- Aventura lui Charles Augustus Milverton - în volumul "Aventurile lui Sherlock Holmes. Vol. III" (Colecția Adevărul, București, 2010) - traducere de Silvia Stan
- Aventura lui Charles Augustus Milverton - în volumul "Aventurile lui Sherlock Holmes. Vol. III" (Colecția Adevărul, București, 2011) - traducere de Silvia Stan